# 若昂三世
若昂三世（葡萄牙語：João III，葡萄牙語發音：[ʒuˈɐ̃w]，1502年6月7日—1557年6月11日），綽號「虔誠者」（o Piedoso），葡萄牙和阿尔加维國王，1521年至1557年在位。他在位初期因歐洲首強的鄂圖曼帝國蘇丹蘇里曼一世發展強大海軍，大大壓迫了葡萄牙原來壟斷的印度洋貿易，使得葡萄牙帝國越顯得外強中乾，幸好1530年開始殖民巴西的成就與繁榮，讓大西洋的大三角貿易成為帝國的真正支柱而能發展下去。在他1557年去世前，葡萄牙帝國已經擴展成全球勢力，占地400萬平方公里，但王國負債不少，財政上的入不敷出也逐漸增加，主因是原本高利潤的香料貿易不再是壟斷局面，以及遠洋航海人員驚人的死傷率（航海至印度死亡將近80%），光是撫恤金和理賠就是可怕的開支。

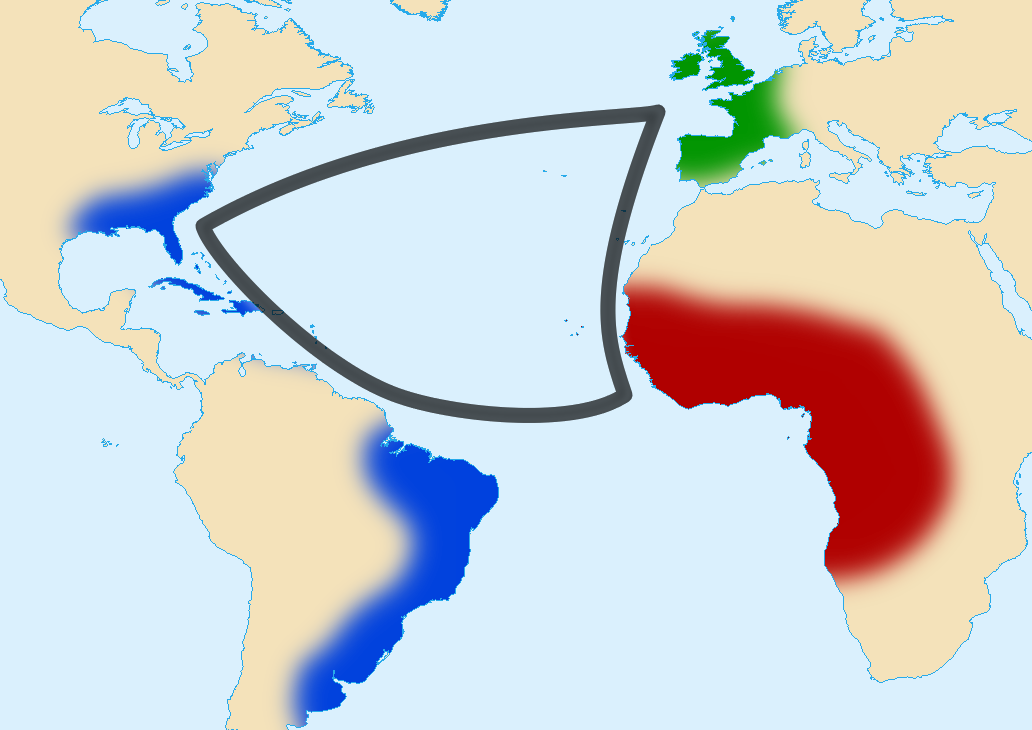
歐洲、非洲以及美洲之間的三角貿易

在他統治時期，葡萄牙成為第一個與中國（明朝）和日本（室町幕府）接觸的歐洲國家；並在1557年向明朝租界澳門（年交五百兩銀當租金）、1550年將長崎作為通商基地。因為人力和資源不足，他放棄許多北非的領土，將重心轉放在印度和巴西的貿易上，並藉由果亞統治的強化，葡萄牙進一步壟斷了東印度的香料生產和來源。他也改善了與波羅的海、萊茵蘭地區的外交關係，努力強化他們與葡萄牙的貿易關係。他熱誠地引進耶穌會並接見其會士聖方濟·沙勿略，並在1547年建立宗教裁判所來打壓異端。

## 家庭
1525年，若昂三世與神聖羅馬皇帝查理五世的妹妹卡塔里娜結婚，兩人共有6子3女：
1. 亞豐素（英语：Afonso, Prince of Portugal (1526)）（1526年），夭折
2. 瑪麗亞·曼努埃拉（1527年—1545年），西班牙国王费利佩二世的首任妻子
3. 伊莎貝（1529年），夭折
4. 比阿特麗絲（1530年），夭折
5. 曼紐（英语：Manuel, Prince of Portugal (1531–1537)）（1531年—1537年），夭折
6. 菲利佩（英语：Philip, Prince of Portugal）（1533年—1539年），夭折
7. 迪尼什（1535年—1537年），夭折
8. 若昂·曼紐（1537年—1554年），塞巴斯蒂安的父親
9. 安東尼奧（1539年—1540年），夭折

| 若昂三世 阿維斯王朝勃艮第王朝的分支出生于：1502年6月7日逝世於：1557年6月11日 | 若昂三世 阿維斯王朝勃艮第王朝的分支出生于：1502年6月7日逝世於：1557年6月11日 | 若昂三世 阿維斯王朝勃艮第王朝的分支出生于：1502年6月7日逝世於：1557年6月11日 |
| 統治者頭銜                                                                   | 統治者頭銜                                                                   | 統治者頭銜                                                                   |
| ---------------------------------------------------------------------------- | ---------------------------------------------------------------------------- | ---------------------------------------------------------------------------- |
| 前任者： 曼努埃爾一世                                                        | 葡萄牙國王 1521年–1557年                                                     | 繼任者： 塞巴斯蒂安                                                          |
| 葡萄牙王族                                                                   |                                                                              |                                                                              |
| 空缺上一位持有相同頭銜者：米格爾·達帕斯                                      | 葡萄牙王儲 1502年–1521年                                                     | 空缺下一位持有相同頭銜者：亞豐素                                             |